# بهنام افشه
بهنام افشه متولد سال ۱۴ فروردین ۱۳۶۲ در فومن فوتبالیست و مهاجم است. وی در تیم‌هایی همچون داماش گیلان و مقاومت سپاسی و سپیدرود رشت بازی کرده است.